# Cochapeti

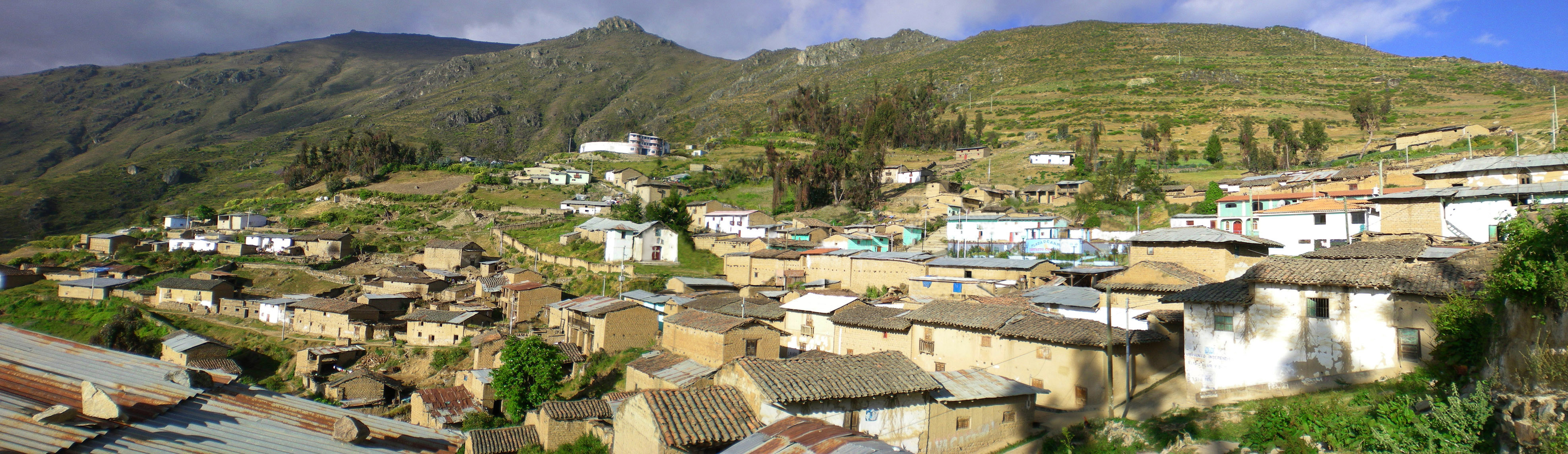
Cochapeti

El distrito de Cochapetí se encuentra ubicado en la provincia de Huarmey, departamento de Ancash, Perú. El pueblo está a 3513.40 m s. n. m.
Tiene la categoría de distrito desde el 5 de marzo de 1936, cuando se creó la provincia de Aija, a la que perteneció inicialmente. Se crea como distrito mediante la Ley N.º 8188.
Actualmente cuenta con los caseríos de San Antonio (Yauyán), Santa Cruz (Waqap), San Isidro (Oqop), Lampi y Pirauya. 
El pueblo se ubica en las faldas de los cerros Ishque Cruz (Dos cruces), Nununcayoc y Llumacayán.

## Población según el censo de 2005
| Población Censada                                                                | 957  |
| Población Urbana                                                                 | 255  |
| Población Rural                                                                  | 702  |
| Población censada hombres                                                        | 499  |
| Población censada mujeres                                                        | 458  |
| Tasa de crecimiento intercensal (1981-1993)                                      | 0.4  |
| Población de 15 años y más                                                       | 630  |
| Porcentaje de la población de 15 años y más                                      | 65.8 |
| Tasa de analfabetismo de la población de 15 y más años                           | 4.8  |
| Porcentaje de la población de 15 o más años, Total con primaria completa o menos | 39.7 |

Fuente: INEI

## Servicios básicos de censo 2005
| Total viviendas particulares                                                        | 404  |
| Viviendas con servicio de desagüe                                                   | 26   |
| Viviendas con alumbrado eléctrico                                                   | 27   |
| Porcentaje de hogares en viviendas particulares - Sin agua, ni desagüe ni alumbrado | 69.9 |

 Fuente: INEI 

## Indicadores de trabajo y empleo según el censo 1993
| Población Económicamente Activa (PEA) de 6 y más años - Total   | 339  |
| Población Económicamente Activa (PEA) de 6 y más años - Mujeres | 268  |
| Población Económicamente Activa (PEA) de 6 y más años - Hombres | 71   |
| Tasa de Actividad Económica de la PEA de 15 y más años          | 51   |
| % de la poblac. ocupada de 15 y más años - En la agricultura    | 85.5 |
| % de la poblac. ocupada de 15 y más años - En los servicios     | 12.5 |
| % de la poblac. ocupada de 15 y más años - Asalariados          | 78.4 |

 FUENTE: INEI 

## Información turística

### Fiestas tradicionales
Semana Santa (abril)
Fiesta del Patrón San Santiago (julio)
http://www.youtube.com/watch?v=20aEOvK2d5U
http://www.youtube.com/watch?v=rezor1-E-Mw
http://www.youtube.com/watch?v=WAboXEyp6eY
http://www.youtube.com/watch?v=2sTDA_nJmWY
Virgen de la Natividad (septiembre)
Fiesta de los Negritos (diciembre)

### Platos típicos
Picante de cuy (haka ruqru)
Chicharrón (chicharun pankuyuq)
Caldo de cabeza ( piqan kaski)
Picante de chocho (tawri utsu)

## Toponimia
El término Cochapetí deriva de dos voces quechuas. Cocha, laguna; y Pitec, cerro.

## Folclore
- La fiesta del patrón San Santiago que se celebra el 25 de julio.
- http://www.youtube.com/watch?v=G5bSFynOsNg
- La fiesta de la patrona de la Virgen de la Natividad celebrada el 8 de septiembre.
- La Navidad se caracteriza por la presentación de los Negritos, una danza típica de varias zonas del Perú.
- Los carnavales que se desarrolla en febrero.
- La Semana Santa.

## Iglesia Apóstol Santiago de Cochapetí

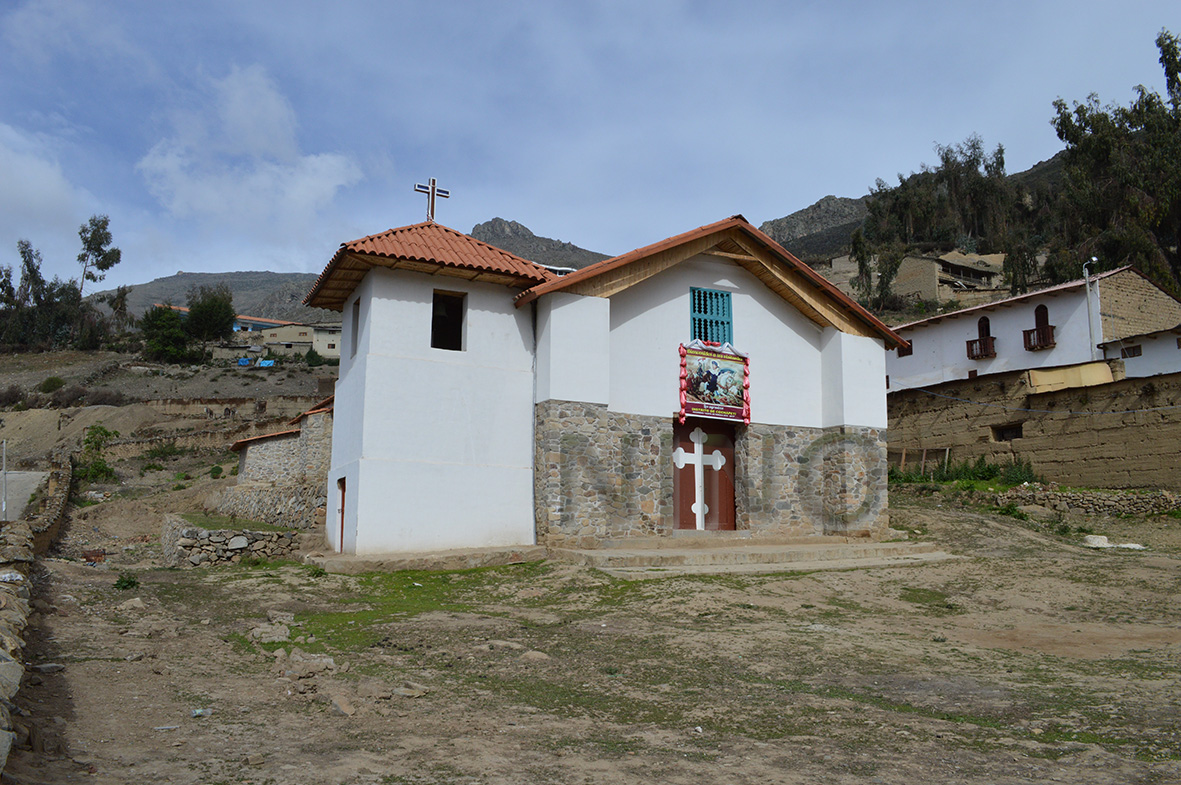
Iglesia restaurada, 2013

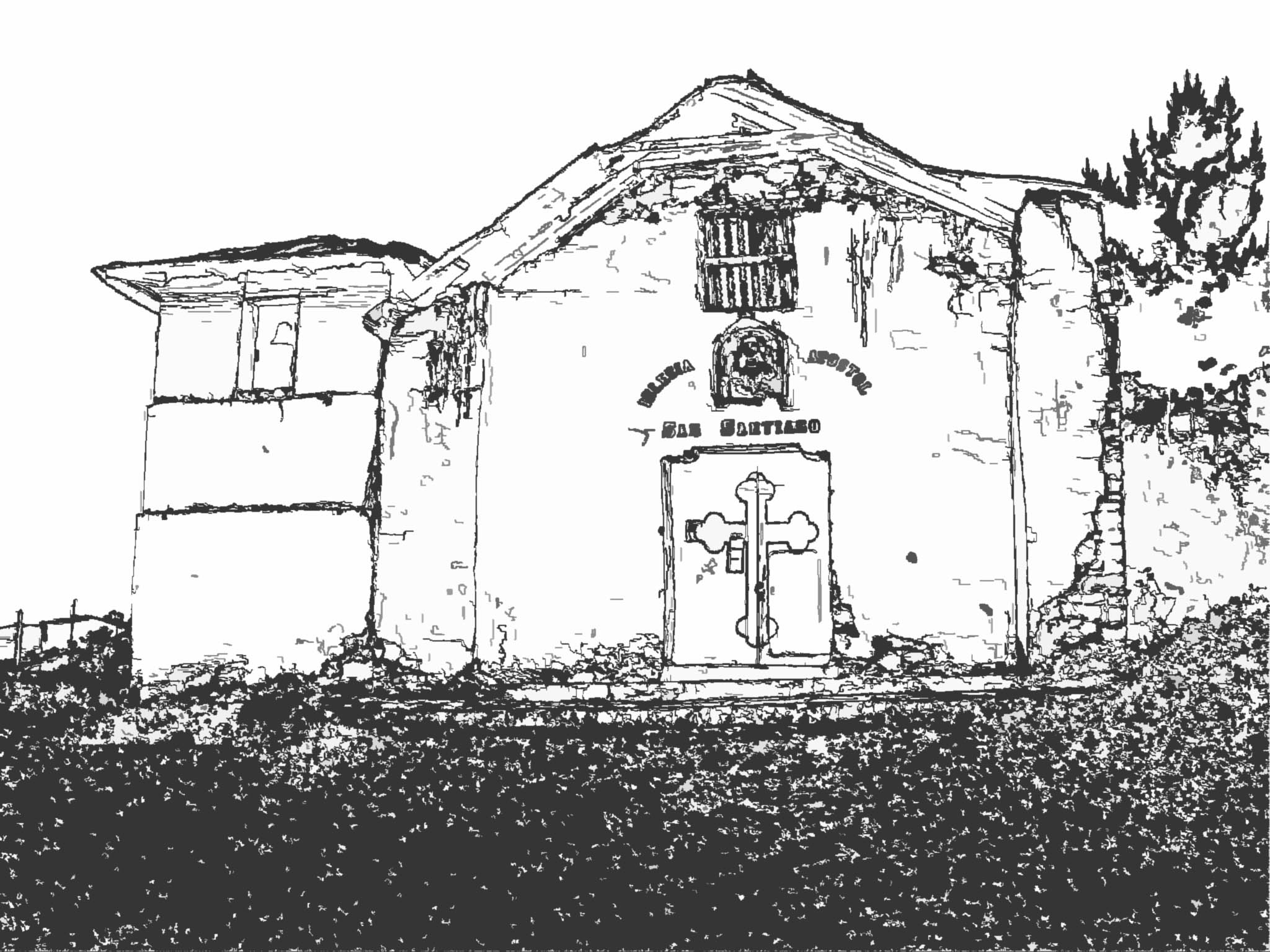

No se tiene información exacta de su construcción, pero se cree que fue entre 1550 y 1600. Debido al paso de los años se hizo imprescindible bregar por su conservación. El 2013 se logró culminar la restauración de toda la estructura, por lo que actualmente luce remozada. Está considerada por el INC como Patrimonio Cultural de la Nación desde el 5 de febrero de 2005.
Las campanas datan del año 1700. En una de ellas se puede leer la siguiente inscripción: "Laudate dominum insynbalis bene sonantibus. Cochapety septiembre 9 de 1700"; en la otra: "Jacobi ora pro nobis sancte"

## El carnaval cochapetino
Una de las manifestaciones culturales tradicionales de nuestros pueblos vertientinos es el carnaval, que en la actualidad todavía pervive a pesar de todas las transformaciones que se han suscitado a raíz de los diversos fenómenos sociales desarrollados en el siglo pasado como consecuencia de la modernización y globalización. 
El carnaval es una fiesta popular que se celebra en diversas partes del Perú y del mundo. En Cochapetí los carnavales son fiestas que coinciden con la finalización de una actividad agrícola o el óptimo producto de la ganadería, entremezclándose con el costumbrismo y la religiosidad presente en el pueblo. Por lo tanto, lo natural y lo sobrenatural, lo terrenal y lo cósmico, adquieren su propia expresión y color que se conjugan con las festividades del rito en honor a la tierra, a los animales y a las plantas. Los carnavales en Cochapetí se desarrollan durante tres días (domingo, lunes y martes)en la capital del distrito, en sus caseríos y en cada una de sus estancias y centros poblados. Se manifiesta principalmente con la fiesta de las cruces del carnaval y el huachihualito o cortamonte.

## Fiestas de las Cruces del Carnaval (Huatapaqui)
Es una manifestación religiosa-popular muy arraigada en este medio que se observa en todo su esplendor al inicio de la fiesta de carnaval. En cada zona, el domingo es el día señalado para vestir a las cruces, es el huatapaqui, el momento cuando los responsables inician la decoración con plantas silvestres de las altas cordilleras -la weqlla o machitu- que son amarradas simétricamente y pintadas con purpurina, un tinte de color plata brillante que le da una prestancia especial. En la noche se realizará la velación de las cruces en la que se come y se baila con los invitados, y además se pide que el año agrícola sea fructífero. A la mañana siguiente la cruz se colocará en un lugar preferente y especialmente alto del lugar, desde donde vigilará las propiedades de los habitantes de la estancia.
Esta celebración es netamente rural, pues se desarrolla en los fundos y estancias, está vinculada a los ciclos y ritos de la cosecha, de los productos del campo y la abundancia de la tierra, pues con frecuencia se ve las cruces adornadas con frutos. Es también un agradeciemiento a los dioses por el logro y abundancia de las primeras cosechas, ya que en esa época del año brotan los primeros frutos de la tierra, como es el caso de la primera cosecha de papa del año. Las cruces vienen acompañadas de las roncadoras que interpretan una bella música, muy simple en sus tonos pero hermosa y motivadora.

## El cortamonte (Huachihualito)
La denominación estricta de cortamonte o tumbamonte es hacha walluy' en el quechua Q.I. Después de que las cruces han sido devueltas a sus lugares, la fiesta del carnaval continúa con el huachihualito o cortamonte. Esta costumbre festiva tradicional es común en toda la zona de la sierra y consiste en plantar un árbol de eucalipto adornado con serpentinas, globos, diversas frutas, prendas de vestir, canastas, etc. La gente baila al compás de la música del huachihualito de los carnavales, haciendo una ronda alrededor del monte (árbol) y por parejas van cortándolo con un machete o hacha, en medio de la alegría y jugando con talco y serpentinas. Se sirve la sabrosa chicha de jora y otras bebidas. El árbol finalmente cae en medio de aplausos, vivas y jolgorio de los participante y curiosos, quienes cogen los regalos que exhiben orgullosamente. La pareja que lo derriba está comprometida a reponerlo el siguiente año.
Los cortamontes se realizan los días lunes y martes de carnaval en las diversas estancias y en la capital del distrito de manera secuencial. Es la época del año que se canta y baila con derroches de serpentinas, talcos y bebidas variadas.
Los rasgos distintivos de los carnavales en Cochapetí son la alegría desbordante, su carácter masivo, la gran presencia juvenil durante las celebraciones, la hermosa musicalización, la gran picardía de las canciones, así como la abundancia de comidas y bebidas. Es indudable que esta manifestación cultural tiene un origen eminentemente campesino y rural y está vinculado con las actividades agrícolas y ganaderas, donde prevalecen estos rituales ancestrales.